# Campeonato Mundial Juvenil de Béisbol de 1995
La Campeonato Mundial Juvenil de Béisbol 1995 fue una competición de béisbol internacional que se disputó en Cape Cud, Estados Unidos, del 11 al 20 de agosto organizado por la IBAF.

## Primera Ronda
| Pos | Equipo         | V | D |
| --- | -------------- | - | - |
| 1°  | Estados Unidos | 6 | 1 |
| 2°  | Corea del Sur  | 6 | 1 |
| 3°  | China Taipéi   | 4 | 3 |
| 4°  | Australia      | 4 | 3 |
| 5°  | Canadá         | 4 | 3 |
| 6°  | Cuba           | 3 | 4 |
| 7°  | Países Bajos   | 1 | 6 |
| 8°  | Italia         | 0 | 7 |

     – Clasificados a la Semifinal.

## Fase final
|  | Semifinales    | Semifinales  |  |              | Final          | Final |  |
|  |                |              |  |              |                |       |  |
|  |                |              |  |              |                |       |  |
|  | 19 de agosto   |              |  |              |                |       |  |
|  | Estados Unidos | 5            |  |              |                |       |  |
|  | Australia      | 4            |  |              |                |       |  |
|  |                |              |  |              |                |       |  |
|  |                |              |  |              | 20 de agosto   |       |  |
|  |                |              |  |              | Estados Unidos |       |  |
|  |                | China Taipéi |  |              |                |       |  |
|  |                |              |  |              |                |       |  |
|  |                |              |  |              |                |       |  |
|  |                |              |  |              | Tercer lugar   |       |  |
|  | 19 de agosto   | 19 de agosto |  | 20 de agosto | 20 de agosto   |       |  |
|  | China Taipéi   | 4            |  | Australia    | 6              |       |  |
|  | Corea del Sur  | 2            |  |              | Corea del Sur  | 5     |  |

## Posiciones finales
| Pos | Equipo         | V | D |
| --- | -------------- | - | - |
|     | Estados Unidos | 8 | 1 |
|     | China Taipéi   | 5 | 4 |
|     | Australia      | 5 | 4 |
| 4°  | Corea del Sur  | 6 | 3 |
| 5°  | Canadá         | 4 | 3 |
| 6°  | Cuba           | 3 | 4 |
| 7°  | Países Bajos   | 1 | 6 |
| 8°  | Italia         | 0 | 7 |